# Acauloplacella parvula
Acauloplacella parvula är en insektsart som beskrevs av Max Beier 1954. Acauloplacella parvula ingår i släktet Acauloplacella och familjen vårtbitare. Inga underarter finns listade i Catalogue of Life.